# Conceição do Lago-Açu
Conceição do Lago-Açu este un oraș în Maranhão (MA), Brazilia.